# Ciril Praček
Ciril Praček (* 27. März 1913 in Podbro, Gemeinde Tolmin, Österreich-Ungarn; † 25. Oktober 2000 in Jesenice, Slowenien) war ein jugoslawischer Skirennläufer.

## Karriere
Praček wuchs in Bohinj und Jesenice auf, wo er auch das Skifahren erlernte. In den 1930er Jahren wurde er mehrfacher jugoslawischer Meister im Alpinen Skisport.
Seine ersten Weltmeisterschaften bestritt er 1933 in Mürren, wobei er mit Rang 43 in der Kombination sein bestes Ergebnis erzielte.
1936 nahm er erstmals an Olympischen Winterspielen teil, er belegte schlussendlich in der Kombination den 15. Platz.
Sein bestes Ergebnis bei einem internationalen Großereignis gelang ihm drei Jahre später bei den Weltmeisterschaften in Zakopane mit Rang 7 im Slalom. Dies war das beste Ergebnis eines jugoslawischen Skirennläufers bei einem internationalen Großereignis bis zum 4. Platz von Bojan Križaj 1980 bei den Olympischen Winterspielen von Lake Placid, welche zugleich als Weltmeisterschaft gewertet wurden.

## Erfolge

### Olympische Winterspiele
- Garmisch-Partenkirchen 1936: 15. Kombination
- St. Moritz 1948: 71. Abfahrt

### Weltmeisterschaften
- Innsbruck 1933: 43. Kombination, 44. Abfahrt, 44. Slalom, 66. Lange Abfahrt
- Mürren 1935: 28. Slalom, 29. Kombination 36. Abfahrt
- Innsbruck 1936: 15. Slalom, 16. Kombination, 18. Abfahrt
- Chamonix 1937: 22. Kombination, 23. Abfahrt, 25. Slalom
- Zakopane 1939: 7. Slalom, 12. Kombination, 21. Abfahrt,
- St. Moritz 1948: 71. Abfahrt